# St. Helena (Barlo)

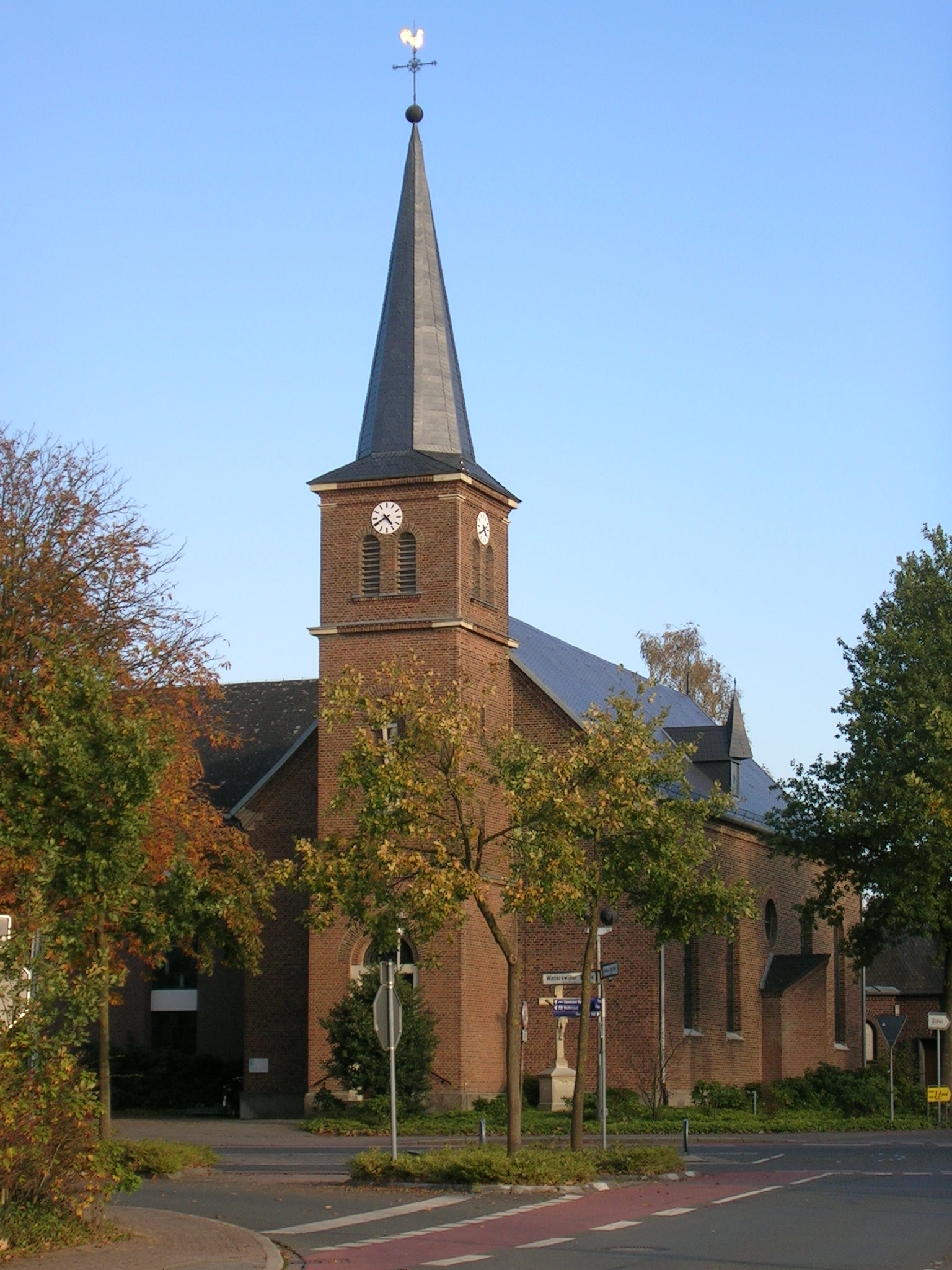
St. Helena

Die katholische Kirche St. Helena ist ein denkmalgeschütztes Kirchengebäude in Barlo, einem Stadtteil von Bocholt, im Kreis Borken in Nordrhein-Westfalen.
Sie ist ein Kirchstandort der Pfarrei Liebfrauen mit der Pfarrkirche Liebfrauenkirche (Bocholt). 

## Geschichte und Architektur
Die schlichte, flachgedeckte Saalbaukirche mit 3/8-Schluss wurde von 1823 bis 1824 vom königlichen Bauinspektor Johann Christoph Teuto errichtet. Eine Sakristei wurde 1858 und der Westturm 1862 angebaut. Der größte Umbau wurde 1967 und 1968 vorgenommen. Die nördliche Seitenwand des Langhauses wurde entfernt und ein neues breites Langhaus als Saalbau wurde angefügt. Das ehemalige Kirchenschiff ist nun Chorraum. Die Sakristei wurde neu an die Ostwand angebaut. Die ehemalige Sakristei ist nun Leichenhalle.

## Ausstattung
- Spätbarocke Altäre mit neueren Mensen
- Hochaltarbild mit der Darstellung der Kreuzabnahme von 1822 von CH. Ruben
- Gemälde der beiden Nebenaltäre, ein Vesperbild vom 18. Jahrhundert und ein Vesperbild aus der zweiten Hälfte des 19. Jahrhunderts.[1]

## Erneuerung der Altäre

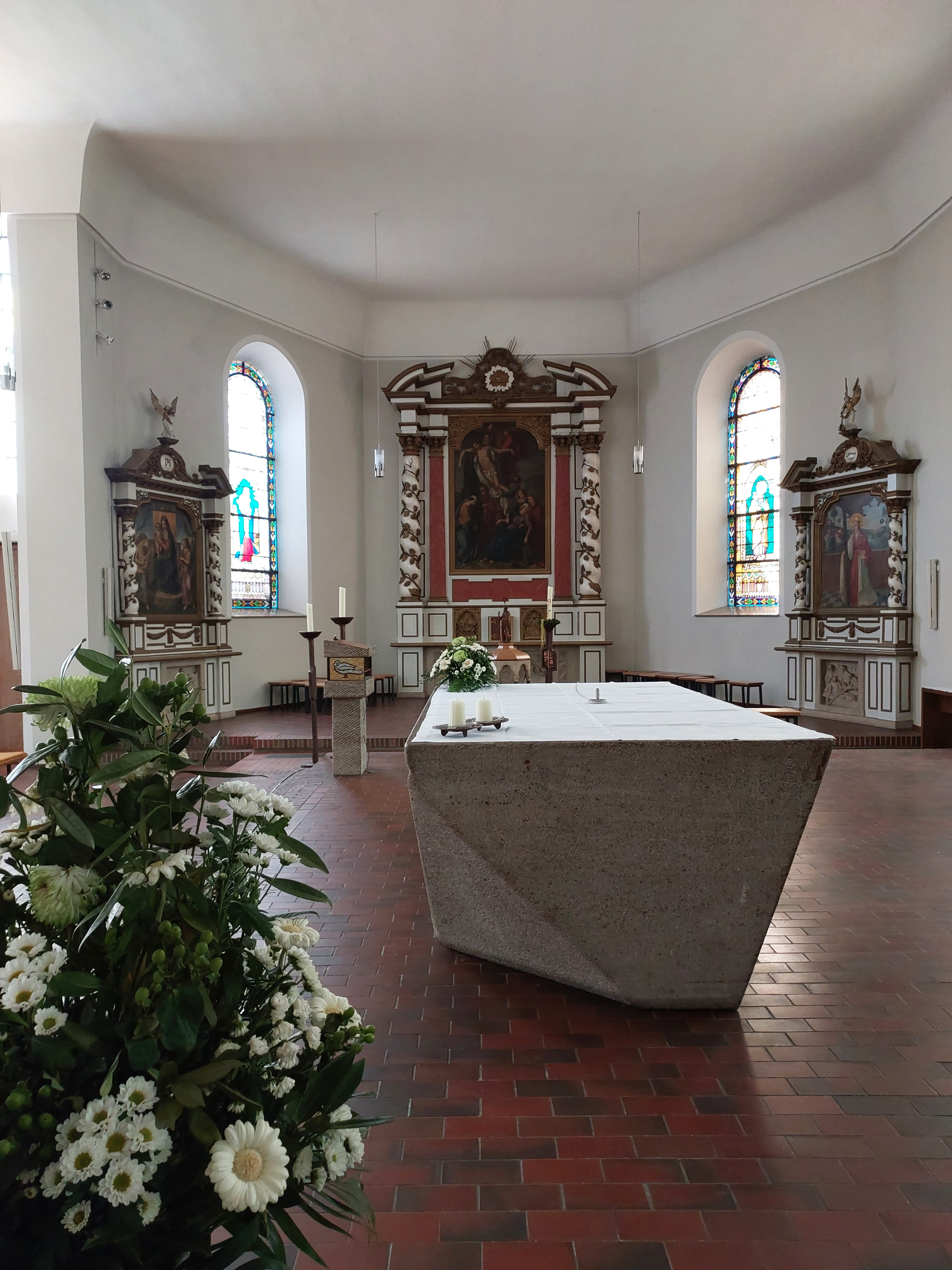
Altäre in St. Helena

Als erstes wurde der spätbarocke Hochaltar im Jahre 1911 erneuert. Er erhielt einen aus Sandstein gefertigten Unterbau des Münsteraner Bildhauers August Schmiemann, den ursprünglich drei Reliefbilder zierten. Der hölzerne Aufbau stammt aus der Werkstatt des Kunsttischlers Theodor Gremme in Lünen. In diesen wurden seitlich des Tabernakels zwei geschnitzte Reliefbilder mit den Motiven „Emmausjünger“ und „Geburt Jesu Christi“ eingelassen, die ebenfalls aus dem Atelier Schmiemann stammen.
Im Sommer 1913 beauftragte die Gemeinde die Erneuerung der beiden Seitenaltäre, dessen Neuanfertigungen erneut vom Bildhauer Schmiemann stammten. Sie wurden 1914 in der 2. Osterwoche aufgestellt. Das Sandsteinrelief im Unterbau des Altares auf der Evangelienseite zeigt den Tod des Hl. Joseph. Im anderen Seitenaltar ist die Kirchenpatronin, die Hl. Helena abgebildet.
In allen drei Altären wurden die historischen Altargemälde wieder eingesetzt.

## Orgel
Die Orgel wurde 1893 von dem Orgelbauer Friedrich Fleiter (Münster) als einmanualiges Instrument erbaut und 1957 auf zwei Manuale erweitert. Sie hat 17 Register. Die Spieltrakturen sind mechanisch, die Registertrakturen elektrisch.
| I Hauptwerk C– |              |       |
| 1.             | Prinzipal    | 8′    |
| 2.             | Gedackt      | 8′    |
| 3.             | Salicional   | 8′    |
| 4.             | Oktave       | 4′    |
| 5.             | Gedacktflöte | 4′    |
| 6.             | Quinte       | 2 ⁄3′ |
| 7.             | Blockflöte   | 2′    |
| 8.             | Mixtur IV    | 1 ⁄3′ |
| 9.             | Rohrschalmey | 8′    |
|                | Tremolo      |       |

| II Nebenwerk C– |                 |       |
| 10.             | Rohrflöte       | 8′    |
| 11.             | Venezianerflöte | 4′    |
| 12.             | Oktave          | 2′    |
| 13.             | Kleinquinte     | 1 ⁄3′ |
| 14.             | Cymbel II       | 1⁄2′  |
|                 | Tremolo         |       |

| Pedal C– |             |     |
| 15.      | Subbass     | 16′ |
| 16.      | Gedacktbass | 8′  |
| 17.      | Choralbass  | 4′  |

- Koppeln: II/I, I/P, II/P